# Локкенхаус (замок)
Локкенхаус (нем. Burg Lockenhaus) — средневековый замок на вершине скалистого холма к юго-востоку от одноимённого городка в центральной части федеральной земли Бургенланд, Австрия. Комплекс располагается в Гюнзерских горах в приграничном природном парке Герайпинштайн-Иротткё на скалистом выступе у ручья Гюнсбах. По своему типу относится к замкам на вершине.

## История

### Ранний период

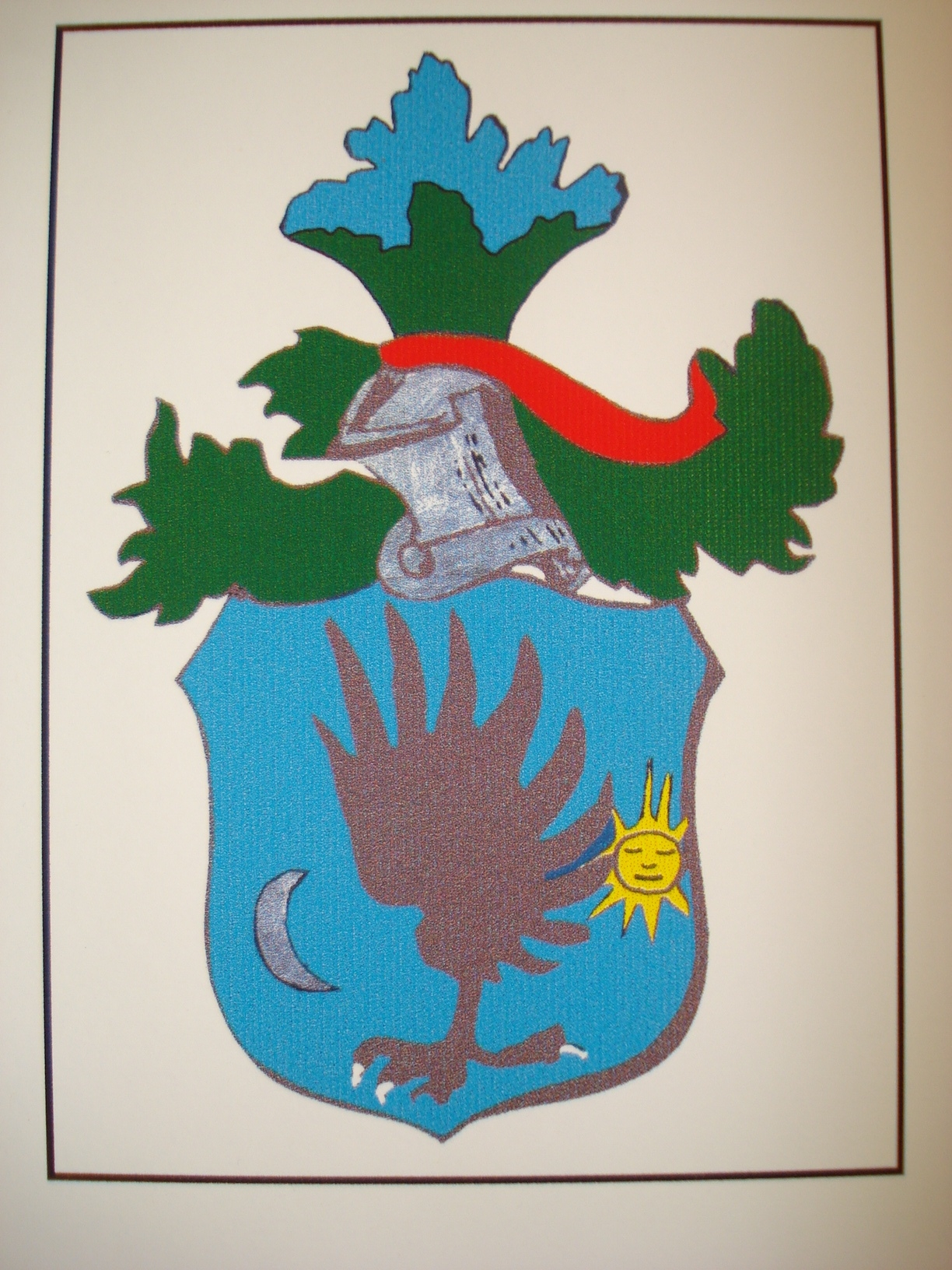
Герб рода Кёсеги

Возможно, укрепления на холме появились ещё в тот период, когда данная территория входила в состав Римской империи. Однако надёжных доказательств существования римского форта не имеется.
Замок Локкенхаус впервые упоминается в документе 1242 года. Исходя из имеющихся сведений каменные укрепления на этом месте возведены около 1200 года. Скорее всего первым владельцем замка был герцог Фридрих II.
Первоначально крепость носила название «Леука». Самыми старыми частями замка являются бергфрид и кольцевая стена цитадели. Капелла и двухнефный готический колонный зал и рыцарский зал появились несколько моложе. В части ниш замковой капеллы сохранились фрагменты фресок XIII века. Это самые старая настенная роспись на военном или светском здании во всём Бургенланде.
С 1270 по 1337 годы владельцами замка являлись графы фон Гюссг (или Кёсеги), в том числе основатель династии знаменитый магнат Хенрик I Кёсеги. В 137 году крепость захватил и разрушил король Венгрии и Хорватии Карл Роберт. Между XIV и XVI веками Локкенхаус принадлежал знатной венгерской семье Канижай (1390–1535).

### Эпоха Ренессанса и Новое время
В 1535 году замок стал владением рода Надашди. Эта семья контролировала крепость до 1672 года. Франциск II Надашди был женат на Елизавете Батори, внучке воеводы Иштвана Батори. В историю эта женщина, склонная к садизму, вошла под прозвищем Кровавая графиня. Неудивительно, что существует целый ряд легенд о замученных ею до смерти несчастных девушках, чьи останки замурованы в крепостные стены.
При власти Франциска III Надасди (1622–1671), который был женат на Юлии Анне, дочери магната Николауса Эстерхази замок значительно расширен. Из крепости он превратился в роскошную жилую резиденцию. После убийства Франца III представители рода Надашди заложили замок Николаусу Драшковичу. Так как расплатиться вовремя не удалось Локкенхасу вновь поменял хозяина.

### XVII–XX века

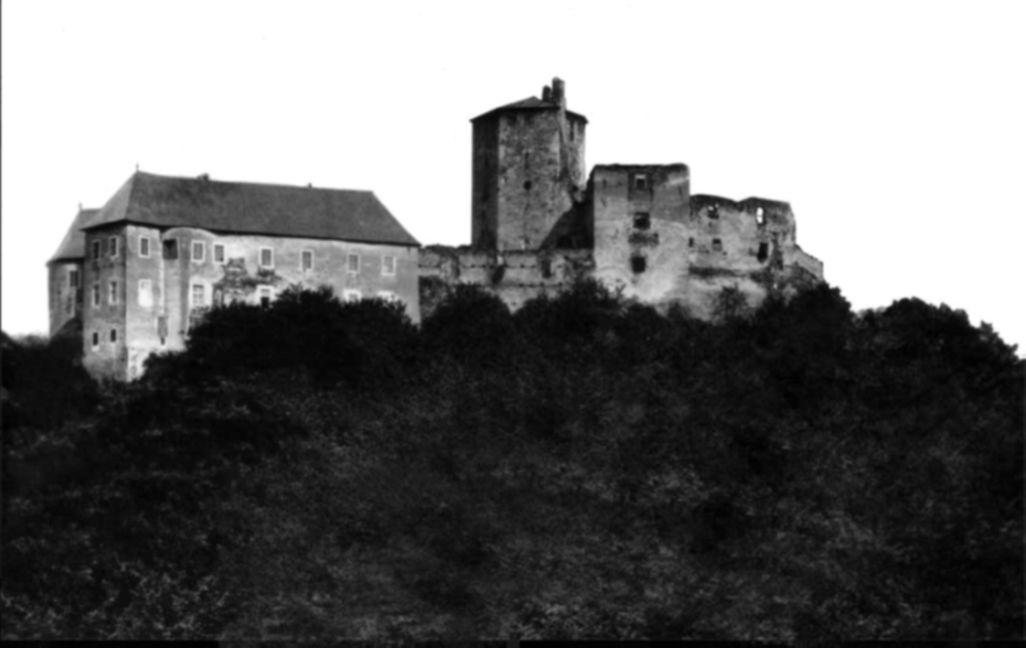
Замок на фотографии 1900 года

В 1676 году замок стал собственностью семьи Эстерхази. Здесь поселился князь Пал Эстерхази. В 1683 году во время Великой Турецкой войны город и замок получили серьёзные повреждения. Во ходе восстаний в XVIII веке Локкенхаус оказался захвачен мятежниками и разграблен. Но собственники вскоре восстановили резиденцию.
Представители знаменитого рода Эстерхази оставалась владельцами комплекса до 1968 года. Правда, к середине XX века прежняя крепость обветшала. Часть сооружений находилась в аварийном состоянии.
В 1968 году профессор Пауль Антон Келлер и его жена приобрели замковый комплекс. Лоокенхаус к тому времени требовал срочного ремонта. Используя личные накопления, супруги начали поэтапное восстановление замка. После смерти Келлера в 1976 году был создан специальный попечительский совет: «Фонд профессора Пауля Антона Келлера — Бург Локкенхаус». Эта организация продолжила реставрационные работы. Всего с 1968 года в реконструкцию зданий было вложено одиннадцать миллионов австрийских шиллингов.

## Замок тамплиеров или нет?
До сих пор ведутся споры о первых владельцах крепости. Часть историков считает, что замок изначально строился орденом тамплиеров. В частности Герхард Вольфинг собрал документальные доказательства, подтверждающие теорию о причастности рыцарей-храмовников к возведению цитадели.

## Описание
Замок Локкенхаус состоит из двух частей: основной крепости и форбурга. При этом комплексного исследования старинных сооружений на территории замка до сих пор не проводилось. Комплекс имеет форму неровного овала, втянутого с севера на юг. В холе неоднократных реконструкций прежние защитные стены превратились в жилые здания. Под замком имеются обширные пространства, вырубленные прямо в скале. Они использовались как склады и темницы.

## Современное использование
Замок открыт для посещения. Здесь регулярно проводятся культурные мероприятия, проходят конференции и научные семинары. Крупные залы используются для концертов и ежегодных фестивалей камерной музыки.

## Галерея

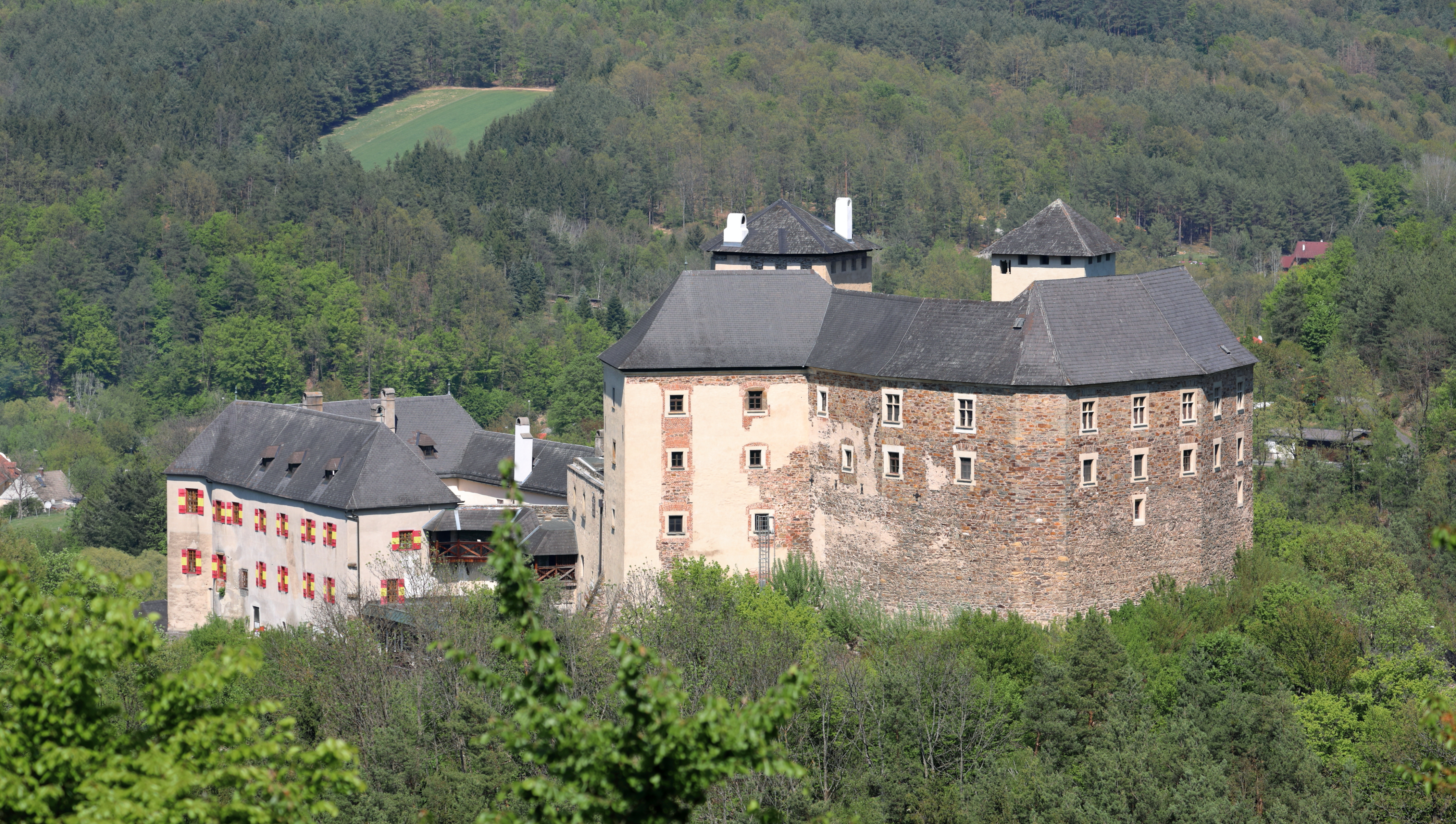
Вид замка с юго-западной стороны
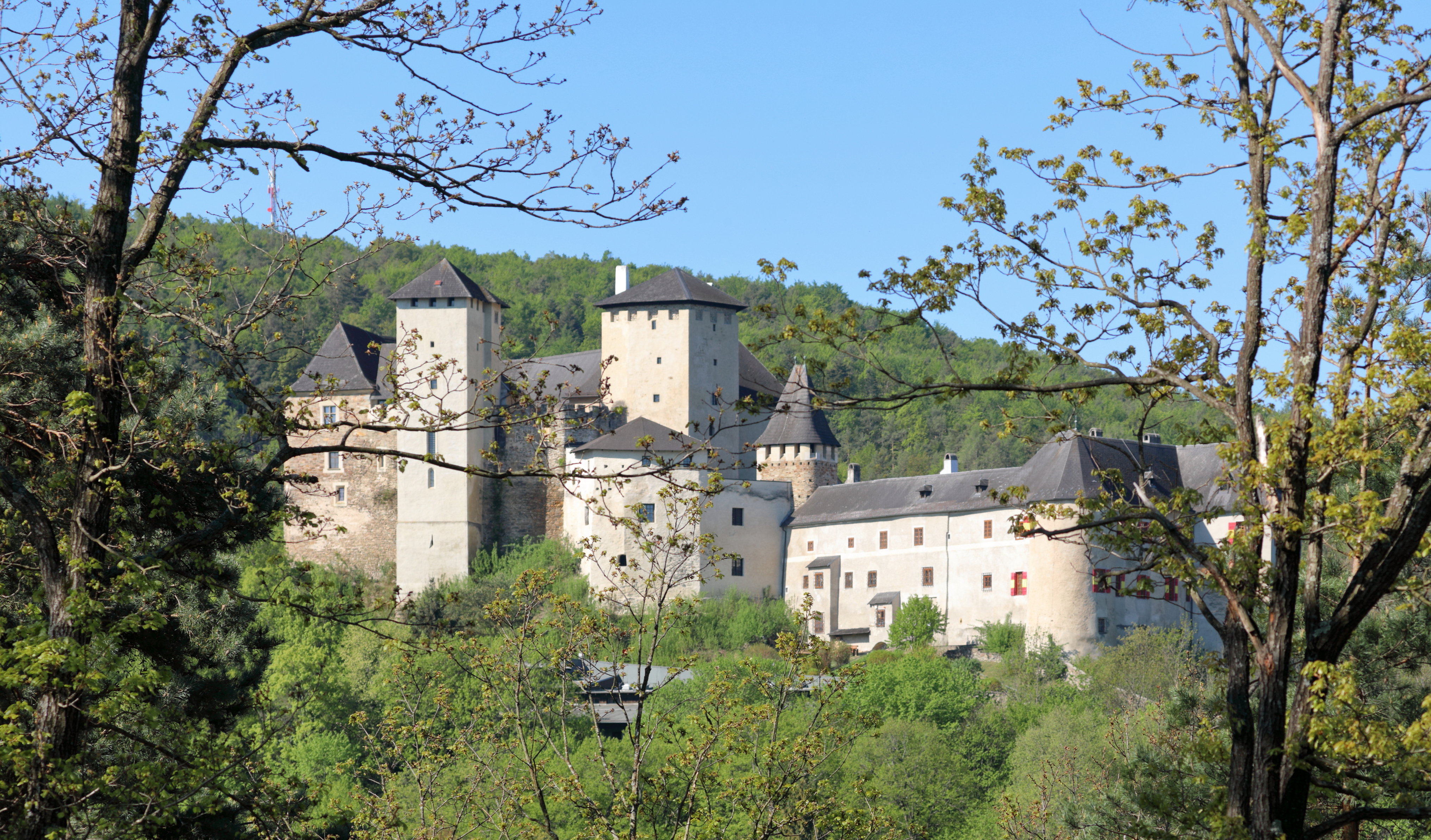
Вид стен и башен замка с северной стороны
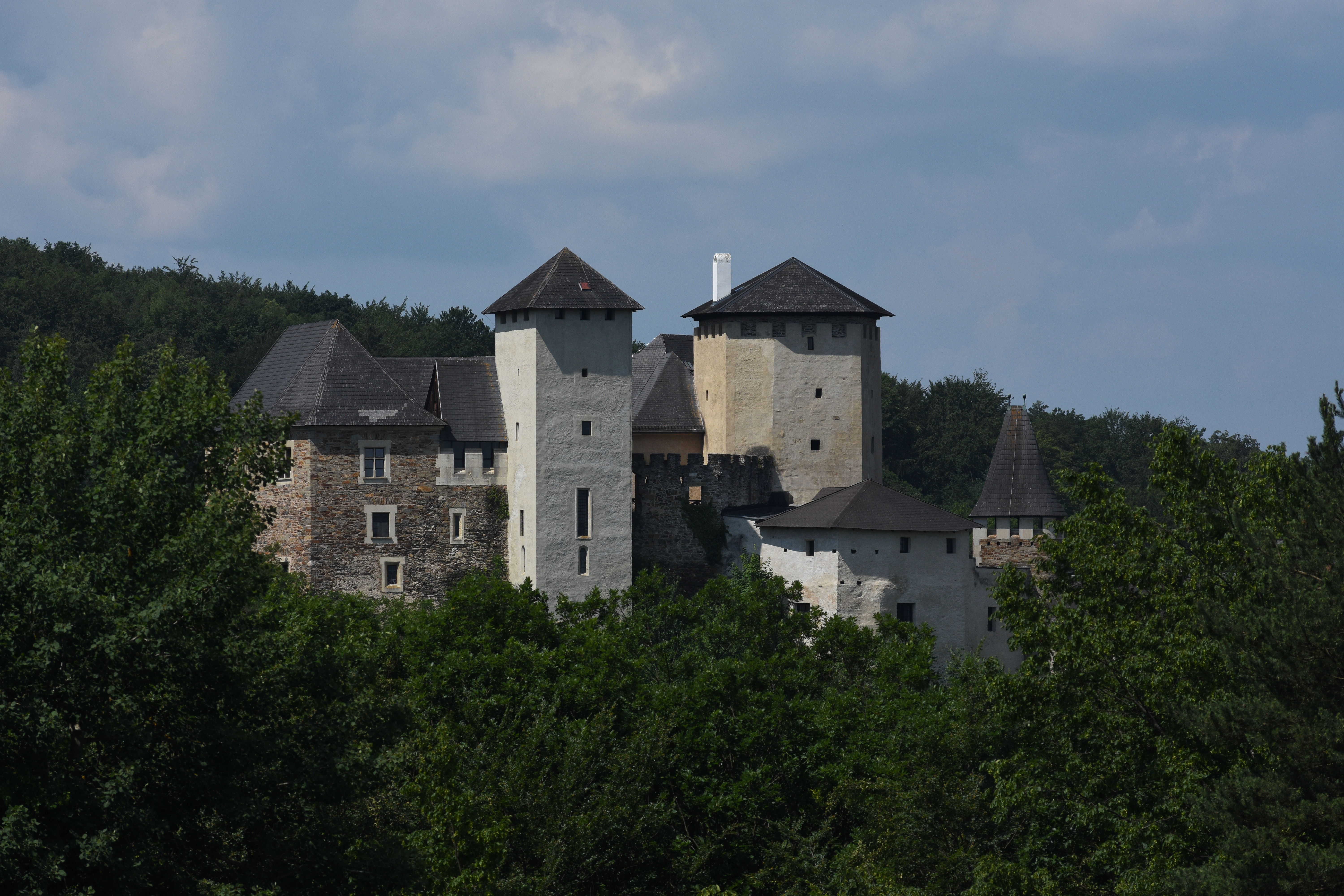
Восточные фасады замка
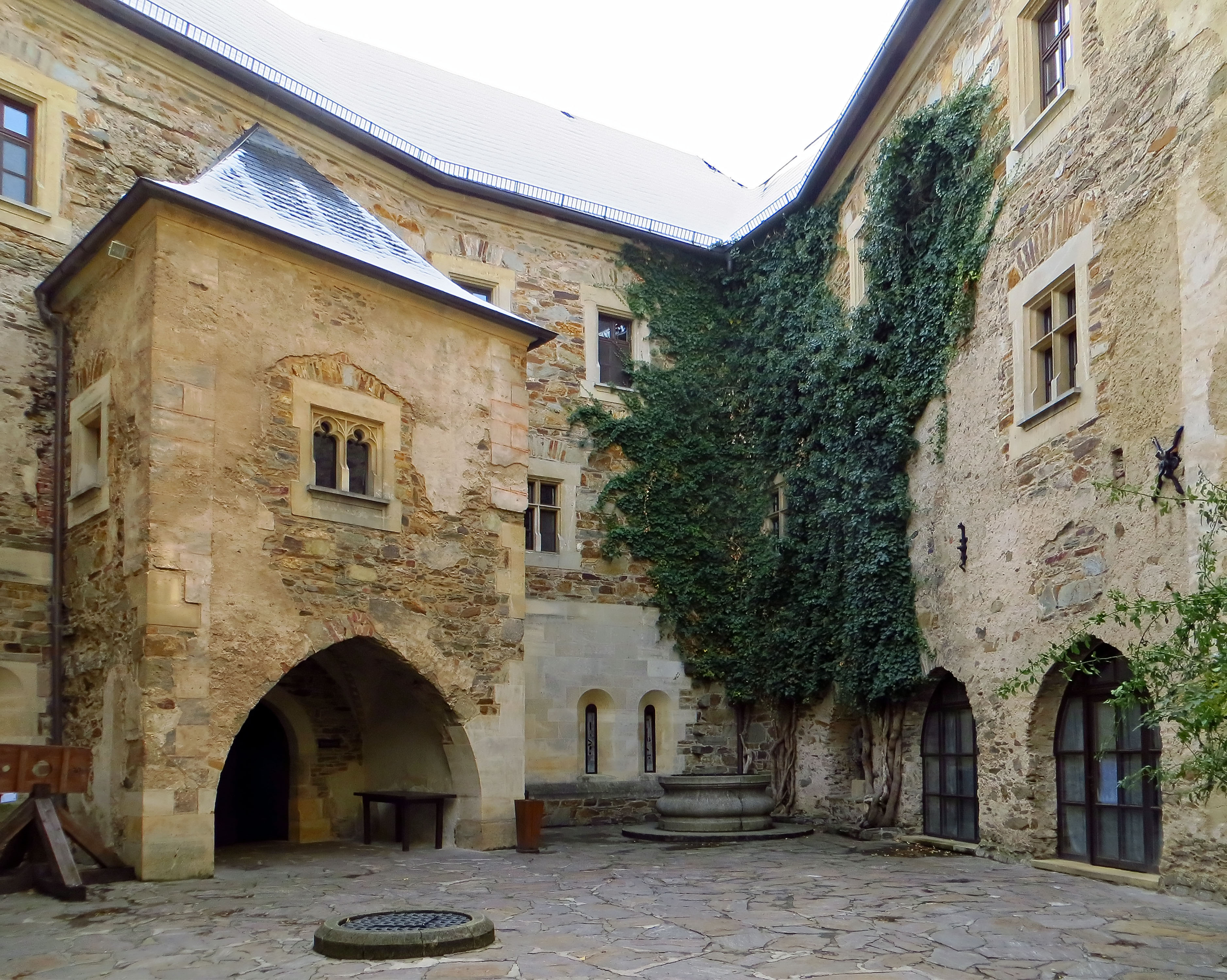
Внутренний двор замка
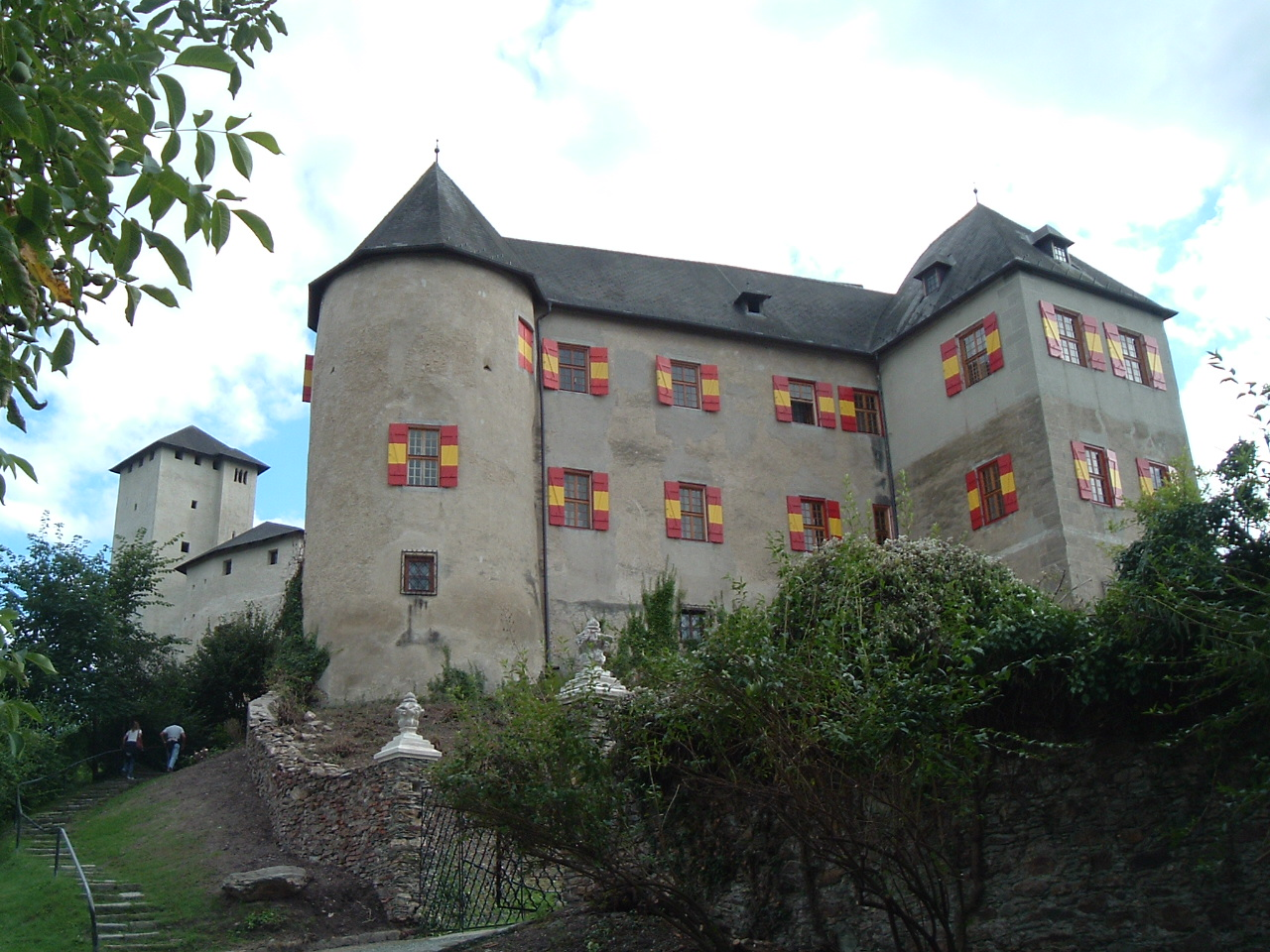
Западная стена форбурга